# Blake Mott
Blake Mott (ur. 21 kwietnia 1996 w Caringbah) – australijski tenisista.

## Kariera tenisowa
W przeciągu kariery wygrał jeden singlowy turniej rangi ATP Challenger Tour. Ponadto zwyciężył w dwóch singlowych turniejach rangi ITF.
W 2017 roku zadebiutował w imprezie Wielkiego Szlema podczas turnieju Australian Open w grze pojedynczej. Po wygraniu trzech meczach w kwalifikacjach odpadł w pierwszej rundzie turnieju głównego po porażce z Richardem Gasquetem.
Najwyżej sklasyfikowany w rankingu gry pojedynczej był na 220. miejscu (12 czerwca 2017), a w klasyfikacji gry podwójnej na 991. pozycji (23 maja 2016).

### Zwycięstwa w turniejach ATP Challenger Tour w grze pojedynczej
| Końcowy wynik | Nr | Data          | Turniej    | Nawierzchnia | Przeciwnik       | Wynik finału     |
| ------------- | -- | ------------- | ---------- | ------------ | ---------------- | ---------------- |
| Zwycięzca     | 1. | 7 lutego 2016 | Launceston | Twarda       | Andriej Gołubiew | 6:7(4), 6:1, 6:2 |